# Suoniemi
Suoniemi var en kommun i Tyrvis härad i Åbo och Björneborgs län i Finland.
Ytan var 90,6 km² och kommunen beboddes av 2.111 människor med en befolkningstäthet av 23,3 km² (1908-12-31).
Suoniemi var enspråkigt finskt och blev del av Nokia köping 1 januari 1973.
I Suoniemi finns Suoniemi kyrka som är uppförd 1803 och egendomen Kauniais (fi. Kauniainen).